# Syngonanthus
Genre
Classification phylogénétique
Syngonanthus est un genre de plantes monocotylédones. Il comprend environ 250 espèces.  
Ce sont des plantes herbacées présentes en Afrique et en Amérique essentiellement en Amérique du Sud.

## Synonymes
- Carptotepala Moldenke
- Comanthera L.B.Sm.

## Liste d'espèces
Selon ITIS :
- Syngonanthus flavidulus (Michx.) Ruhl.

### Espèces sélectionnées
| - Syngonanthus aciphyllus - Syngonanthus anthemidiflorus - Syngonanthus amapensis - Syngonanthus arthrotrichus - Syngonanthus bisulcatus - Syngonanthus brasiliana - Syngonanthus caulescens - Syngonanthus chrysanthus - Syngonanthus curralensis - Syngonanthus chrysolepis - Syngonanthus dealbatus - Syngonanthus elegans - Syngonanthus fischeranus | - Syngonanthus froesii - Syngonanthus glandulosus - Syngonanthus gracilis - Syngonanthus macrolepsis - Syngonanthus magnificus - Syngonanthus mucugensis - Syngonanthus nitens (or végétal) - Syngonanthus nivius - Syngonanthus suberosus - Syngonanthus vernonioides - Syngonanthus widgrenianus - Syngonanthus xeranthemoides |

- PPP-Index Liste complète